# Grawis
Grawis (akcent ciężki, akcent słaby) – znak diakrytyczny używany w językach: katalońskim, wietnamskim, norweskim, portugalskim, francuskim, walijskim, włoskim i innych, oznaczający akcent samogłoski krótkiej o intonacji opadającej.
Nazwą gravis określa się również sam taki akcent.

## Użycie w informatyce
Wiele powłok uniksowych oraz wiele języków programowania (np. Perl, Ruby) używa par tych znaków (nazywanych wtedy backticks lub backquotes) do podstawienia standardowego wyjścia polecenia zawartego pomiędzy tymi znakami.
Na przykład na pewnej konfiguracji systemu Linux komenda:
```
echo `uname -a`
```

spowoduje wykonanie polecenia:
```
echo Linux cthulhu 2.6.22-gentoo-r5 #1 Fri Aug 31 00:09:54 CEST 2007 i686 AMD Athlon(tm) ...
```

W Unikodzie grawis występuje w wersjach:
| Znak | Unicode | Kod HTML            | Nazwa unikodowa                     | Nazwa polska                 |
| ---- | ------- | ------------------- | ----------------------------------- | ---------------------------- |
| `    | U+0060  | &#x60; lub &#96;    | GRAVE ACCENT                        | grawis                       |
| ˋ    | U+02CB  | &#x02CB; lub &#715; | MODIFIER LETTER GRAVE ACCENT        | grawis modyfikujący          |
| ̀     | U+0300  | &#x0300; lub &#768; | COMBINING GRAVE ACCENT              | grawis dostawny              |
| ˴    | U+02F4  | &#x02F4; lub &#756; | MODIFIER LETTER MIDDLE GRAVE ACCENT | grawis modyfikujący środkowy |